# Tranbjerg Kirke
Tranbjerg Kirke er sognekirken i Tranbjerg Sogn i Århus Søndre Provsti (Århus Stift). Kirken ligger i Tranbjerg i Aarhus Kommune.

## Historie
Kirken har sandsynligvis været indviet til sankt Ursula. Den var i middelalderen underlagt ærkedegnens tilsyn og forblev under dette, så længe Århus Domkapitel bestod. Patronatsretten blev 16. juni 1687 afstået af kongen til baron Constantin Marselis og gik efter dennes død i arv til enken Sophie Elisabeth Charisius. Hun indlemmede kirken i stamhuset Constantinsborg ved dettes oprettelse i 1703. Da stamhuset blev ophævet 1796, blev kirken 27. marts 1799 ved en auktion solgt. Køberne var sognets tiendeydere. 1. januar 1912 overgik kirken til selveje.
Kirken blev i 1555 ved sognepræst Thomas Andersens død lagt til Holme Kirke, og frem til 1973 var den annekskirke til Holme. I 1973 blev sognet et selvstændigt pastorat.

## Kirkebygningen
Kirken har et romansk kor og skib. De er opført i granitkvadre med marksten indvendigt. De to døre (den nordre er tilmuret) er forsynet med udsmykkede granitportaler. Syddørens overligger viser en korsfæstelsesscene med (ifølge indskrifter på overliggeren) ærkeengelen Michael ved Jesu højre side og apostelen Johannes på venstre side. Over norddøren er der et tympanon med en korsnedtagelsesscene. Ved siden af tympanet er der en granitkvader med en løve, der bider sig selv i halen.
I senmiddelalderen er der blevet tilføjet et våbenhus og et kirketårn. Begge er opført i munkesten, våbenhuset i munkeforbandt og tårnet i munkeskifte. I våbenhusets sokkel er der på vestsiden indmuret et brudstykke af romansk gravsten på ca. 32x28 cm. På stykket ses et kors og det ene hjørne kantes af tovstav.
1960-1961 blev kirken restaureret af arkitekterne Inger og Johannes Exner.

## Inventar
Alterbordet stammer fra restaureringen i 1960-1961 og er udført i poleret, rødbrun Tranåsgranit efter tegning af Johannes Exner. Altertavlen er en sengotisk fløjaltertavle fra slutningen af 1400-tallet og er formodentlig lavet i Lübeck. I midten ses sankt Ursula med 10 af de 11.000 jomfruer. På hendes venstre side står apostlen Johannes med en alterkalk i venstre hånd, mens jomfru Maria med Jesusbarnet på venstre arm er placeret på Ursulas højre side. I fløjenes ses apostlene, hvoraf kun Jakob den Ældre og Johannes kan identificeres ved henholdsvis hatten med muslingeskallen (Ibskal) og alterkalken og det manglende skæg. Tre af de øvrige apostle er udstyret med en posebog.
Døbefonten er udført i granit i romansk stil og udsmykket med to par løvekroppe, hvor hvert par har et fælles menneskehoved. Nær døbefonten i hjørnet af skibet er anbragt en granitkvader, der forsvandt fra kirken, da der i 1800-tallet blev lavet nye, større vinduer. Den blev senere fundet på Slet Søndergaard og givet tilbage til kirken i 1988.
Prædikestolen er udført i eg og stammer fra ca. 1675-1700.
Af kirkeklokkerne stammer én fra 1614, mens de resterende tre er fra 1972.
På væggen, hvor syddøren før var, hænger et krucifiks udført af Steffan Herrik. Det blev købt til Tranbjerg Kirke i 1993.

## Eksterne kilder og henvisninger
- Wikimedia Commons har flere filer relateret til Tranbjerg Kirke
- Tranbjerg Kirke hos KortTilKirken.dk
- Tranbjerg Kirke hos danmarkskirker.natmus.dk (Danmarks Kirker, Nationalmuseet)